# Louis Meznarie
Louis Meznarie, född 14 januari 1930 i Saintry-sur-Seine, död 5 augusti 2020 i Le Coudray-Montceaux, var en fransk motorexpert för motorcyklar och tävlingsbilar och ägde ett lag som tävlade i 24-timmarstävlingen i Le Mans.
Han var på 1970-talet officiell motorexpert för Porsche 911, med en serie segrar i sin kategori. Särskilt vid Le Mans 24 timmar 1972 då förarna Jürgen Barth (framtida vinnare i en Porsche 936 1977), Sylvain Garant och Mike Keizer i en 911 med 2,5-litersmotor slutade på 13:e plats i generalklassificeringen och vann sin kategori.
På Salon Moto Légende 2017 i Paris sålde Louis Meznarie sina sista motorcyklar, 4 NSU, på auktion hos auktionshuset Osenat. Han dog i augusti 2020.